# La Couture-Boussey
 La Couture-Boussey  là một xã thuộc tỉnh Eure trong vùng Normandie miền bắc nước Pháp.